# 尼日尔进步党—非洲民主联盟
尼日尔进步党—非洲民主联盟（法語：Parti Progressiste Nigérien-Rassemblement Démocratique Africain，缩写为PPN-RDA）是尼日尔历史上的一个大帐篷政党。该党成立于1946年5月，最初取名为尼日尔进步党。它一度加入非洲民主联盟，成为后者的分支，并改名为尼日尔进步党—非洲民主联盟。最初几年，它与法国共产党结盟。后来，该党发生分裂，经过几次分化改组，成为亲法政党。1960年—1974年，阿马尼·迪奥里总统执政时，该党是尼日尔唯一的合法政党。1974年4月，迪奥里政府被賽義尼·孔切领导的军事政变推翻。此后，该党停止活动，直到1992年重建。2025年3月26日，该党解散。